# Garons
Garons – miejscowość i gmina we Francji, w regionie Oksytania, w departamencie Gard.
Według danych na rok 1990 gminę zamieszkiwało 3648 osób, a gęstość zaludnienia wynosiła 297 osób/km² (wśród 1545 gmin Langwedocji-Roussillon Garons plasuje się na 94. miejscu pod względem liczby ludności, natomiast pod względem powierzchni na miejscu 640.).